# František Klvaňa
Plk. František Klvaňa (3. října 1900 Drahotuše - 8. února 1981 Drahotuše) byl československý důstojník a příslušník československé zahraniční armády v období druhé světové války.

## Život

### Před druhou světovou válkou
František Klvaňa se narodil 3. října 1900 v Drahotuších u Hranic. Do první světové války narukoval až v jejím samém závěru v roce 1918 a zúčastnil se bojů na italské frontě, po návratu se dal k dispozici národnímu výboru v Hranicích. Vystudoval reálné gymnázium opět v Hranicích, kde maturoval v roce 1920. Ve stejném městě studoval další dva roky na vojenské akademii. Následovalo studium na aplikační dělostřelecké škole v Olomouci a další kurzy. Mezi lety 1925 a 1930 působil jako pedagog spojovací služby na dělostřeleckém učilišti v Olomouci, následovala služba v Českých Budějovicích a Bratislavě. Mezi lety 1933 a 1936 studoval na Vysoké škole válečné v Praze, následně sloužil ve štábech v Užhorodě a Kroměříži.

### Druhá světová válka
Po německé okupaci v březnu 1939 uposlechl František Klvaňa výzvy plk. Ludvíka Svobody a odešel do Polska, kde se spolupodílel na vzniku Československého legionu na postu přednosty zpravodajského oddělení, mj. organizoval i ilegální zásilky zbraní z Polska do Protektorátu Čechy a Morava. Po vypuknutí druhé světové války a neúspěšné polské obraně odeslal Ludvík Svoboda Františka Klvaňu a další čtyři důstojníky do Rumunska, aby o aktuální situaci Legionu informoval československého vojenského atašé plk. Heliodora Píku. V říjnu 1939 se přesunul do Bejrútu, kde zorganizoval přesun československých vojáků do Marseille, v závěru měsíce se sám přesunul do Agde, kde byla československá jednotka organizována. Od listopadu 1939 do ledna 1940 vykonával funkci přednosty I/3. oddělení při československé vojenské skupině v Paříži, poté působil ve štábu 1. československé divize. Po porážce Francie se evakuoval do Velké Británie a pokračoval ve službě nejprve u náhradního tělesa a poté u dělostřeleckého oddílu. V roce 1942 utrpěl zranění páteře při kurzu Commandos, působil pak jako zástupce velitele dělostřeleckého oddílu a na londýnském československém ministerstvu národní obrany ve funkci přednosty organizačního oddělení. Do Československa se vrátil v červnu 1945 v hodnosti podplukovníka.

### Po druhé světové válce
Po návratu do Československa byl František Klvaňa pověřen funkcí zatímního velitele dělostřelectva 8. divize v Novém Jičíně, od února 1948 pak zástápcem velitele 7. brigády. Mezi zářím 1948 a květnem 1949 studoval na Nejvyšší vojenské akademii, následně působil jako náčelník štábu dělostřelectva Vojenského okruhu 3 v Brně. Zemřel 8. února 1981 v Drahotuších, kde je na místním hřbitově i pohřben.

## Vyznamenání
- Československý válečný kříž 1939
- Československá medaile Za chrabrost před nepřítelem
- Československá medaile za zásluhy I. stupně
- Pamětní medaile československé armády v zahraničí
- Kříž za chrabrost